# Phan Thị Tố Trinh
Phan Thị Tố Trinh (sinh năm 1976) là một nghệ sĩ ưu tú, nghệ sĩ đàn vĩ cầm người Việt Nam. Hiện bà đang giảng dạy tại Học viện Âm nhạc Quốc gia Việt Nam.
Bà được nhà nước Việt Nam phong tặng danh hiệu nghệ sĩ ưu tú vào năm 2019.